# Absolute Torch and Twang
Absolute Torch and Twang è il quarto album di k.d. lang.
Per questo album la cantante ha vinto nel 1989 il Grammy Award, come migliore cantante femminile country.
Dopo l'esordio da solista k.d. lang si riunisce ai Reclines in un album che segna anche il definitivo scioglimento della band. Da qui in poi la cantante si darà alla completa carriera da solista. Questo suo quarto lavoro è una pietra miliare del country ed è stato trainato dal celeberrimo singolo Trail of broken hearts.

## Tracce
- 1. "Luck in My Eyes" – 4:10
- 2. "Three Days" – 3:17
- 3. "Trail of Broken Hearts" – 3:24
- 4. "Big Boned Gal"  – 3:08
- 5. "Didn't I" – 3:39
- 6. "Wallflower Waltz" – 4:22
- 7. "Full Moon Full of Love"  – 2:49
- 8. "Pullin' Back the Reins" – 4:23
- 9. "Big Big Love" – 2:29
- 10. "It's Me"  – 2:20
- 11. "Walkin' in and Out of Your Arms"  – 3:03
- 12. "Nowhere to Stand"  – 4:27